# Metalheadz
Metalheadz é uma gravadora  britânica com sede em Londres, especializada em drum and bass. Foi fundada em 1994 pelos produtores e DJs Goldie, Kemistry e Storm.

## Artistas atuais
- A.I. (aka Artificial Intelligence)
- AMIT
- Arp XP
- Commix
- dBridge
- DLR
- Fracture
- Friske
- Future Cut
- Goldie
- Jubei
- Lenzman
- Marcus Intalex
- Mako
- Mikal
- Need For Mirrors
- Om Unit
- Reza
- Rido
- Subwave
- The Invaderz
- Ulterior Motive